# Copidosoma fuscisquama
Copidosoma fuscisquama är en stekelart som först beskrevs av Thomson 1876.  Copidosoma fuscisquama ingår i släktet Copidosoma och familjen sköldlussteklar. Arten är reproducerande i Sverige. Inga underarter finns listade i Catalogue of Life.